# Liste der Bauwerke von Gottfried Böhm
Diese Liste der Bauwerke von Gottfried Böhm enthält Bauten, für die der Architekt in der einschlägigen Literatur als allein oder mit anderen planungsverantwortlich genannt wird. Da Böhm zu Beginn seiner Laufbahn (bis 1955) im Büro seines Vaters Dominikus Böhm arbeitete, ergeben sich in Werklisten Überschneidungen. Ähnliches gilt für die jüngeren Bauten, an denen Böhms Söhne Peter, Paul oder Stephan mitverantwortlich waren.

## Sakralbauten
| Bild | Bauwerk                                                                             | Ort                                                | Projektlaufzeit | Partner                      | Anmerkung |
| --- | ----------------------------------------------------------------------------------- | -------------------------------------------------- | --------------- | ---------------------------- | --- |
| Heilig-Geist-Kirche in Hagen-Ernst                                                                                              | Heilig-Geist-Kirche                                                                 | Hagen-Emst                                         | 1946–1955       | Dominikus Böhm               | |
| Heilige Dreikönigenkirche in Neuss                                                                                              | Heilige Dreikönige (Wiederaufbau, Gewebedecke)                                      | Neuss                                              | 1947–1961       | Dominikus Böhm               | |
| | Kapelle St. Kolumba (Madonna in den Trümmern)                                       | Köln                                               | 1947–1950       |                              | |
| St. Clemens in Solingen | St. Clemens (Wiederaufbau)                                                          | Solingen                                           | 1948–1949       | Dominikus Böhm               | und 1955–1957 |
| Kirche mit vorgelagerter, offener Marienkapelle, nach innen gerichtete, geschützte Architektur an vielbefahrener, lauter Straße | Pfarrkirche Unsere Liebe Frau                                                       | Oberhausen-Styrum                                  | 1948–1957       | Dominikus Böhm               | |
| St. Antonius in Münster | St. Antonius (Wiederaufbau)                                                         | Münster                                            | 1949–1952       | Dominikus Böhm               | Pehnt: 1953 |
| Pfarrkirche St. Joseph in Köln-Kalk                                                                                             | Pfarrkirche St. Joseph (Wiederaufbau)                                               | Köln-Kalk                                          | 1949–1952       |                              | |
| St. Johann Baptist in Hünshoven                                                                                                 | St. Johann Baptist (Wiederaufbau)                                                   | Geilenkirchen-Hünshoven                            | 1950–1954       | Dominikus Böhm               | |
| | Kirche und Jugendheim (Wiederaufbau)                                                | Düsseldorf-Niederkassel                            | 1950            | Dominikus Böhm               | |
| Pfarrkirche St. Albert in Saarbrücken                                                                                           | Pfarrkirche St. Albert                                                              | Saarbrücken-Rodenhof                               | 1951–1968       | Dominikus Böhm (Pfarrhof)    | Pehnt: 1951–1953 |
| St. Elisabeth in Koblenz-Rauental                                                                                               | St. Elisabeth                                                                       | Koblenz-Rauental                                   | 1951–1963       | Dominikus Böhm               | |
| 'Pfarrkirche St. Stephan in Brühl                                                                                               | Pfarrkirche St. Stephan                                                             | Brühl                                              | 1951–1969       |                              | Pehnt: 1951–1965 |
| Herz-Jesu-Kirche in Euskirchen                                                                                                  | Herz-Jesu (Wiederaufbau)                                                            | Euskirchen                                         | 1951–1962       | Dominikus Böhm               | |
| St. Kolumba Sakramentskapelle in Köln                                                                                           | St. Kolumba Sakramentskapelle                                                       | Köln                                               | 1952–1958       |                              | Pehnt: 1952–1957 |
| St. Hildegard in Sulzbach/Saar – Neuweiler                                                                                      | St. Hildegard                                                                       | Sulzbach/Saar-Neuweiler                            | 1952–1955       |                              | Der Turm wurde wegen Baufälligkeit abgerissen; die Planung für einen Neubau wurde erneut von Gottfried Böhm durchgeführt. |
| Herz Jesu in Oberhausen | Herz Jesu (Wiederaufbau)                                                            | Oberhausen                                         | 1952–1957       | Dominikus Böhm               | |
| Heilig-Geist-Kirche in Essen-Katernberg                                                                                         | Heilig-Geist-Kirche                                                                 | Essen-Katernberg                                   | 1952–1968       |                              | Pehnt: 1955–1956 |
| Pfarrkirche St. Ursula Kalscheuren in Hürth                                                                                     | Pfarrkirche St. Ursula (Kalscheuren)                                                | Hürth                                              | 1952–1971       | Dominikus Böhm               | Pehnt: 1957–1958 |
| Liebfrauenkirche in Püttlingen                                                                                                  | Liebfrauenkirche (Erweiterung)                                                      | Püttlingen                                         | 1952–1954       | Dominikus Böhm               | |
| 'Rektoratskirche St. Konrad in Neuss                                                                                            | Rektoratskirche St. Konrad                                                          | Neuss                                              | 1953–1959       |                              | Pehnt: 1953–1955 |
| Igreja Matriz in Presidente Getúlio, Santa Catarina, Brasilien                                                                  | Igreja Matriz                                                                       | Presidente Getúlio, Santa Catarina, Brasilien      | 1953–1954       | Dominikus Böhm               | |
| Rektoratskirche St. Theresia in Köln-Buchheim                                                                                   | Rektoratskirche St. Theresia                                                        | Köln-Buchheim                                      | 1953–1969       |                              | Pehnt: 1954–1955, Glasmalerei von Heinz Bienefeld |
| Igreja Matriz in Brusque, Brasilien                                                                                             | Igreja Matriz                                                                       | Brusque, Brasilien                                 |                 | Dominikus Böhm               | Pehnt: 1953–1959 |
| Igreja São Apóstolo in Blumenau, Brasilien                                                                                      | Igreja São Apóstolo                                                                 | Blumenau, Brasilien                                | 1953–1961       | Dominikus Böhm               | Pehnt: 1954 |
| Rektoratskirche St. Paulus in Velbert                                                                                           | Rektoratskirche St. Paulus                                                          | Velbert                                            | 1953–1955       |                              | Pehnt: 1954–1955 |
| Pfarrkirche St. Anna in Köln-Ehrenfeld                                                                                          | Pfarrkirche St. Anna (Wiederaufbau)                                                 | Köln-Ehrenfeld                                     | 1954–1956       | Dominikus Böhm               | Glasmalerei von Heinz Bienefeld |
| St. Joseph in Köln-Rodenkirchen                                                                                                 | St. Joseph                                                                          | Köln-Rodenkirchen                                  | 1954–1966       | Dominikus Böhm               | Gilt als letztes Bauwerk von Dominikus Böhm, wurde von Gottfried Böhm fertiggestellt. |
| | St. Apollinaris (Umbau)                                                             | Lindlar-Frielingsdorf                              | 1954–1968       | Dominikus Böhm (Kirche)      | |
| | St. Elisabeth (Erweiterung)                                                         | Köln-Höhenberg                                     | 1954–1957       | Dominikus Böhm               | |
| | Kirchenzentrum in Jīngliáo                                                          | Taiwan                                             | 1955–1961       |                              | Kirche, Wohnungen, Schule, offener Hofraum und Glockenturm |
| | St. Paulus                                                                          | Bonn-Beuel                                         | 1955–1958       | Dominikus Böhm               | |
| | St. Engelbert (Wiederaufbau)                                                        | Essen                                              | 1955            | Dominikus Böhm (Kirche)      | |
| | Zur Heiligen Familie (Waisenhauskirche)                                             | Köln-Sülz                                          | 1955–1959       |                              | |
| | Christus-König-Kirche, Turm                                                         | Leverkusen-Küppersteg                              | 1956            |                              | Kirchenbau 1927/1928 durch Dominikus Böhm |
| | Herz-Jesu-Kirche                                                                    | Bergisch Gladbach-Schildgen                        | 1956–1969       |                              | Pehnt: 1957–1960; Neugestaltung 1974–1975 |
| | Rektoratskirche St. Maria Königin                                                   | Düsseldorf-Lichtenbroich                           | 1956–1959       |                              | |
| | Pfarrkirche St. Maria (Fatima Friedenskirche)                                       | Kassel-Wilhelmshöhe                                | 1956–1960       |                              | Pehnt: 1957–1959 Renovierung 1995 |
| | St. Joseph                                                                          | Bochum-Hiltrop                                     | 1956–1961       |                              | |
| | Pfarrkirche St. Fronleichnam                                                        | Köln-Porz                                          | 1956–1959       |                              | Pehnt: 1957–1959 |
| | Pfarrkirche St. Josef                                                               | Grevenbroich                                       | 1957–1968       |                              | Pehnt: 1957–1959 |
| | St. Mariä Himmelfahrt                                                               | Düsseldorf                                         | 1957–1966       |                              | Pehnt: Umgestaltung 1960; Renovierung 1997 |
| | Jesuitenkirche St. Johannes der Täufer                                              | Koblenz                                            | 1957–1959       |                              | Voigt: „St. Johann“ |
| | Pfarrkirche St. Anna                                                                | Wipperfürth-Hämmern                                | 1957–1965       |                              | Pehnt: 1962–1965 |
| | Kapelle im Hildegardis-Krankenhaus                                                  | Köln-Lindenthal                                    | 1958–1967       |                              | Pehnt: 1961 |
| | Pfarrkirche Heilig Kreuz                                                            | Trier                                              | 1958–1974       |                              | Pehnt: 1960 |
| | Pfarrkirche Maria Königin (Turm)                                                    | Köln-Marienburg                                    | 1958–1960       |                              | Pehnt: 1959–1960. Die Kirche selbst wurde 1953/54 von Dominikus Böhm erbaut. |
| | Pfarrkirche St. Christophorus                                                       | Oldenburg                                          | 1958–1965       |                              | Pehnt: 1959–1961 |
| | Katholische Universitätsklinikkirche St. Johannes der Täufer                        | Köln-Lindenthal                                    | 1958–1966       |                              | Pehnt: 1958–1965 |
| | Pfarrkirche H. Gregorius de Grote                                                   | Brunssum, Niederlande                              | 1959–1963       |                              | |
| | Pfarrkirche St. Pankratius (Umgestaltung)                                           | Koblenz-Niederberg                                 | 1959            |                              | |
| | Pfarrkirche/Pfarrzentrum St. Josef                                                  | Kierspe                                            | 1959–1966       |                              | Pehnt: 1959–1960 |
| | Pfarrkirche St. Gertrud                                                             | Köln                                               | 1960–1967       |                              | Pehnt: 1960–1966; Neugestaltung 1987 |
| | St. Rochus                                                                          | Jülich                                             | 1960–1965       |                              | |
| | Pfarrkirche St. Hubertus                                                            | Aachen-Hanbruch                                    | 1961–1964       |                              | Pehnt: 1965–1966 |
| | Pfarrkirche St. Johannes-Baptist                                                    | Rheda-Wiedenbrück-Rheda                            | 1961–1966       |                              | Pehnt: 1964–1967; gelistet als St. Clemens, Rheda |
| | Pfarrkirche St. Albertus Magnus                                                     | Bochum-Wiemelhausen                                | 1961–1980       |                              | Pehnt: 1962–1965; Kirche seit 16. November 2008 außer Dienst gestellt. |
| | Maria Königin des Friedens, Kirche und Pilgerhaus                                   | Hauptkirche der Marienwallfahrt in Velbert-Neviges | 1961–1973       |                              | Pehnt: 1963–1972; Neugestaltung 1987–1988 |
| | Pfarrkirche St. Ignatius                                                            | Frankfurt am Main                                  | 1961–1965       |                              | Pehnt: 1964–1965 |
| | St. Adelheid                                                                        | Troisdorf-Müllekoven                               | 1961–1964       |                              | Pehnt: 1965–1966 |
| | St. Thomas Morus                                                                    | Gelsenkirchen-Ückendorf                            | 1962–1968       |                              | Pehnt: 1962–1965 |
| | Altenwohnheim St. Hildegardis, Pfarrkirche St. Matthäus und St.-Hildegardis-Kapelle | Düsseldorf-Garath                                  | 1962–1970       |                              | Neugestaltung 1998–1999 |
| | St. Mariä Heimsuchung                                                               | Alfter-Impekoven                                   | 1962–1963       |                              | Pehnt: 1967–1972 |
| | St. Antonius (Umbau)                                                                | Düsseldorf-Oberkassel                              | 1962–1964       |                              | |
| | St. Paul (Umbau)                                                                    | Köln                                               | 1962–1972       |                              | |
| | Pfarrkirche Christi Auferstehung                                                    | Köln                                               | 1963–1970       |                              | Pehnt: 1964–1970 |
| | Pfarrkirche St. Ludwig (Kirchenschiff)                                              | Saarlouis                                          | 1965–1966       |                              | |
| | St. Karl Borromäus (Umbau Altarraum)                                                | Köln-Sülz                                          | 1965–1968       |                              | |
| | St. Paul                                                                            | Bocholt                                            | 1966            |                              | |
| | Pfarrkirche Heilig Geist                                                            | Erkrath-Hochdahl-Sandheide                         | 1967–1974       |                              | Pehnt: 1969–1971 |
| | Trierer Dom, Konzept statische Sicherung und Restaurierung                          | Trier                                              | 1968–1975       | Nikolaus Rosiny              | „Entwicklung eines endgültigen statischen Sicherungssystems in Zusammenhang mit der Herrichtung des Domes als Bischofskirche“, teilweise umgesetzt. |
| | Herz-Jesu- und Mariä-Sühne-Kirche („Maria vom Sieg“)                                | Opfenbach-Wigratzbad/Allgäu                        | 1972–1976       |                              | |
| | Gemeindezentrum Auf der Höhe und Filialkirche St. Matthias                          | Essen-Kettwig                                      | 1973–1983       |                              | katholischer Teil: 1973–1977; evangelischer Teil: 1977–1983 |
| | St. Georg (Anbau einer Sakristei)                                                   | Bocholt                                            | 1974–1980       |                              | |
| | Andachtskapelle                                                                     | Köln-Weiß                                          | 1984            | Paul Böhm                    | |
| | Beichtkapelle St. Kolumba                                                           | Köln                                               | 1990            |                              | |
| | Sakristei St. Christophorus (Werne)                                                 | Werne                                              | 1992–2001       | Stephan Böhm                 | |
| | Gmünder Münster (Umgestaltung des Altarraums)                                       | Schwäbisch Gmünd                                   | 2004–2009       |                              | Auf Grund von Protesten aus der Gemeinde kam es lediglich zur Umsetzung eines von Böhm gestalteten Provisoriums. Die Gemeinde schrieb daraufhin in veränderter Form die Gestaltung nochmals als Wettbewerb aus, den Klaus Simon gewann. Sein Entwurf löste das Provisorium von Böhm 2009 ab. Ausschreibungsdokumentation (PDF; 590 kB) |
| | DITIB-Zentralmoschee Köln                                                           | Köln-Ehrenfeld                                     | 2006–2018       | Paul Böhm mit Gottfried Böhm | |

## Öffentliche und privat-öffentliche Bauten
| Bild | Bauwerk                                                         | Ort                       | Projektlaufzeit | Partner                                                    | Anmerkung                                        |
| ---- | --------------------------------------------------------------- | ------------------------- | --------------- | ---------------------------------------------------------- | ------------------------------------------------ |
|      | Kolpinghaus (Erweiterung)                                       | Koblenz-Rauental          | 1954–1963       |                                                            |                                                  |
|      | Ausbau der Godesburg (Restaurant, Hotel)                        | Bonn-Bad Godesberg        | 1959–1968       |                                                            | Pehnt: 1956–1961                                 |
|      | Mütterschule (heute: Haus der Familie)                          | Euskirchen                | 1961–1967       |                                                            |                                                  |
|      | Kinder- und Jugenddorf Bethanien                                | Bergisch Gladbach-Refrath | 1962–1968       |                                                            |                                                  |
|      | Rathaus und Ratsaal Bensberg                                    | Bergisch Gladbach         | 1962–1976       |                                                            | Pehnt: 1962–1971                                 |
|      | Kolpinghaus (Erweiterung)                                       | Köln                      | 1962–1973       | Gebäude 1929 von Dominikus Böhm                            | Pehnt: 1966–1970                                 |
|      | Clemens-August-Schule, Pfarrkirche St. Paul und Gemeindezentrum | Bocholt, Heutings Esch    | 1963–1966       |                                                            | Pehnt: 1960–1967                                 |
|      | Kinderdorf Lago di Bracciano                                    | Bracciano, Provinz Rom    | 1965–1966       |                                                            |                                                  |
|      | Katholisches Gemeindezentrum St. Nikolaus                       | Bad Kreuznach             | 1970–1973       |                                                            |                                                  |
|      | Kindergarten St. Hermann Joseph                                 | Köln-Riehl                | 1967–1974       |                                                            | Pehnt: 1967–1972 2007 abgerissen                 |
|      | Erzbischöfliches Diözesanmuseum und Domschatzkammer Paderborn   | Paderborn                 | 1969–1986       |                                                            | Pehnt: 1968–1975                                 |
|      | Kindergarten Neviges                                            | Velbert-Neviges           | 1969–1970       |                                                            |                                                  |
|      | Pfalz Paderborn                                                 | Paderborn                 | 1976–1978       |                                                            | [ 12 ]                                           |
|      | Landesamt für Datenverarbeitung und Statistik                   | Düsseldorf-Golzheim       | 1969–1979       |                                                            | Pehnt: 1969–1976                                 |
|      | Ausbau Burgruine Kauzenburg zum Hotel                           | Bad Kreuznach             | 1969–1976       |                                                            |                                                  |
|      | Rathaus und Kulturzentrum                                       | Bocholt                   | 1971–1977       |                                                            | Pehnt: 1970–1977                                 |
|      | Stadthaus                                                       | Rheinberg                 | 1974–1981       |                                                            |                                                  |
|      | Bürgerhaus Bergischer Löwe mit Theater                          | Bergisch Gladbach         | 1974–1980       |                                                            |                                                  |
|      | Fassade Karstadt am Gewandhaus                                  | Braunschweig              | 1975–1978       |                                                            | Pehnt: 1978                                      |
|      | Amtsgericht Kerpen                                              | Kerpen                    | 1979–1989       |                                                            |                                                  |
|      | Hochschule Bremerhaven auf dem Gelände der Carlsburg            | Bremerhaven               | 1979–1998       |                                                            | Pehnt: 1979–1985 und 1989–1998                   |
|      | Neubebauung Stadtmitte mit Bürgerhaus                           | Saarbrücken-Dudweiler     | 1979–1984       |                                                            |                                                  |
|      | Sanierung Schloss Saarbrücken und Neubau Mittelrisalit          | Saarbrücken               | 1981–1989       | Nikolaus Rosiny, Klaus Krüger, Lutz Rieger, Erich Fissabre | Pehnt: 1977–1978 und 1982–1989                   |
|      | Opernhaus (Foyererweiterung)                                    | Stuttgart                 | 1981–1984       | Elisabeth Böhm                                             | Pehnt: 1980–1984                                 |
|      | Landesmuseum                                                    | Saarbrücken               | 1981–1990       | Nikolaus Rosiny                                            | Pehnt: 1989.                                     |
|      | Stadttheater                                                    | Itzehoe                   | 1984–1993       |                                                            |                                                  |
|      | Haltepunkt Neulußheim (Bahnstation und Fußgängerbrücke)         | Neulußheim                | 1984–1987       |                                                            | Pehnt: 1986–1987                                 |
|      | Parkhaus Landau                                                 | Landau in der Pfalz       | 1985–1987       |                                                            | Pehnt: 1987                                      |
|      | Universitätsbibliothek und Auditorium                           | Mannheim                  | 1986–1989       |                                                            | Pehnt: 1986–1987                                 |
|      | Maximilianstraße                                                | Speyer                    | 1986–1988       | Stephan Böhm                                               |                                                  |
|      | Bezirksrathaus                                                  | Köln-Kalk                 | 1986–1992       |                                                            |                                                  |
|      | Verwaltungsgebäude der Deutschen Bank                           | Luxemburg-Kirchberg       | 1987–1991       |                                                            |                                                  |
|      | Hotel Maritim                                                   | Köln                      | 1987–1989       | Beratung für Kraemer, Sieverts und Partner (KSP)           |                                                  |
|      | Schlossumgebung                                                 | Saarbrücken               | 1987            |                                                            |                                                  |
|      | Zentrum für Technologie                                         | Düsseldorf                | 1987            | Stephan Böhm                                               | abgerissen 2009                                  |
|      | Umnutzung der St.-Maximin-Kirche                                | Trier                     | 1989–1995       |                                                            | Turn- und Mehrzweckhallengestaltung              |
|      | Helios-Klinikum Emil von Behring                                | Berlin-Zehlendorf         | 1989–1999       | Markus Böhm (Bemalungen), Friedrich Steinigeweg            | Voigt: Markus Böhm; Pehnt: Friedrich Steinigeweg |
|      | Agentur für Arbeit, Trier                                       | Trier                     | 1991–1992       |                                                            |                                                  |
|      | Stadthaus mit Hochgarage an der Köln-Arena                      | Köln-Deutz                | 1993–1998       | Peter Böhm                                                 |                                                  |
|      | Pfarrheim St. Wolfgang                                          | Regensburg                | 1995–1997       | Peter Böhm                                                 |                                                  |
|      | Hans Otto Theater                                               | Potsdam                   | 1995–2006       | Paul Böhm mit Gottfried Böhm                               |                                                  |
|      | Stadtbibliothek Ulm                                             | Ulm                       | 1998–2004       |                                                            |                                                  |

## Wohnbauten
| Bild | Bauwerk                                      | Ort | Projektlaufzeit | Partner                     | Anmerkung                                                    |
| ---- | -------------------------------------------- | --- | --------------- | --------------------------- | ------------------------------------------------------------ |
|      | Haus Haggenmüller                            | Seeg, Allgäu                                                                                           | 1946            | Elisabeth Haggenmüller      |                                                              |
|      | Mehrere Ein- und Zweifamilienhäuser          | Köln-Marienburg, Mehlemer Straße (Wiederaufbau), Pferdmengesstraße (2×), Goethestraße, Bayenthalgürtel | 1950–1951       | Paul Pott                   |                                                              |
|      | Haus Kendler /                               | Köln-Junkersdorf, Donauweg 13                                                                          | 1953            | Dominikus Böhm              | [ 16 ]                                                       |
|      | Haus Böhm                                    | Köln-Weiß                                                                                              | 1954–1965       |                             | Pehnt: 1954–1955, Erweiterung 1962                           |
|      | Haus Dr. Böhm                                | Köln                                                                                                   | 1955–1956       |                             |                                                              |
|      | Haus Dr. Lemmens                             | Köln                                                                                                   | 1955–1958       |                             |                                                              |
|      | Siedlung Niederkassel                        | Niederkassel                                                                                           | 1956–1959       |                             |                                                              |
|      | Haus Leupold                                 | Bergisch Gladbach                                                                                      | 1958–1966       |                             |                                                              |
|      | Haus Dr. Kahl                                | Bergisch Gladbach                                                                                      | 1958–1959       |                             |                                                              |
|      | Haus Debuch                                  | Köln-Müngersdorf                                                                                       | 1958–1960       |                             |                                                              |
|      | Haus Dr. Bohn                                | Köln                                                                                                   | 1959–1961       |                             |                                                              |
|      | Haus Dr. Drey                                | Bonn-Bad Godesberg                                                                                     | 1959            |                             |                                                              |
|      | Haus Gröner                                  | Köln-Weiß                                                                                              | 1961–1963       |                             |                                                              |
|      | Haus Prof. Paul Böhm                         | München                                                                                                | 1965–1968       |                             | Pehnt: 1965–1970                                             |
|      | Wohnquartier Seeberg-Nord Köln-Chorweiler    | Köln-Chorweiler                                                                                        | 1966–1974       |                             | Pehnt: 1963–1974                                             |
|      | Wohn- und Geschäftshaus Ricarda-Huch-Straße  | Düsseldorf-Garath                                                                                      | 1968–1971       |                             |                                                              |
|      | Altstadt-Center                              | Bonn-Bad Godesberg                                                                                     | 1970–1980       | Arbeitsgemeinschaft mit dt8 | Wohn- und Geschäftshausbebauung im Zentrum von Bad Godesberg |
|      | Wohnsiedlung Gütergasse I und II             | Köln-Zündorf                                                                                           | 1972–1986       |                             | Pehnt: 1973–1986                                             |
|      | St.-Amandus-Siedlung                         | Köln-Rheinkassel                                                                                       | 1973–1980       |                             | andere Quelle: 1973–1986                                     |
|      | Haus Schaf                                   | Oberstdorf                                                                                             | 1974–1976       |                             |                                                              |
|      | Wohnbebauung Prager Platz                    | Berlin-Wilmersdorf                                                                                     | 1977–1980       |                             | Pehnt: 1977–1980 und 1982–1989, teilweise realisiert         |
|      | Wohnbebauung Talstraße                       | Saarbrücken                                                                                            | 1978–1982       |                             | Pehnt: 1978                                                  |
|      | Wohnbebauung Fasanenplatz                    | Berlin-Wilmersdorf                                                                                     | 1980–1984       |                             | Derzeit vom Abriss bedroht                                   |
|      | Wohn- und Geschäftshaus „Neues Steintor“     | Hannover                                                                                               | 1984–1989       |                             |                                                              |
|      | Altenwohnanlage Dr.-Josef-Koch-Straße        | Telgte                                                                                                 | 1988–1992       | Peter Böhm                  |                                                              |
|      | Wohn- und Geschäftshaus                      | Köln-Kalk                                                                                              | 1995–1998       | Paul Böhm                   |                                                              |
|      | Wohnbebauung „An der Sieg“, Chronos-Quartier | Hennef                                                                                                 | 1998–2001       | Peter Böhm                  |                                                              |

## Büro- und Geschäftsbauten
| Bild | Bauwerk                                                            | Ort                         | Projektlaufzeit | Partner                                     | Anmerkung                                       |
| ---- | ------------------------------------------------------------------ | --------------------------- | --------------- | ------------------------------------------- | ----------------------------------------------- |
|      | Verwaltungsgebäude Züblin                                          | Stuttgart-Möhringen         | 1981–1985       | Jürgen Minkus, Ausführung mit BFK Stuttgart |                                                 |
|      | Deutsch-iranische Handelsbank                                      | Hamburg                     | 1985–1989       | Stephan Böhm                                | Heute: Europäisch-Iranische Handelsbank AG, EIH |
|      | Verwaltungsgebäude der Arbed Stahl (heute Technoport Schlassgoart) | Esch-sur-Alzette, Luxemburg | 1990–1994       | Jürgen Minkus                               | Pehnt: 1991–1994                                |
|      | Verbandsgemeindeverwaltung Jockgrim                                | Jockgrim                    | 1991–1993       | Stephan Böhm                                | [ 19 ]                                          |
|      | WDR-Arkaden                                                        | Köln                        | 1991–1998       | Elisabeth Böhm, Peter Böhm                  | Pehnt: 1991–1996                                |
|      | Kaufhaus Peek & Cloppenburg                                        | Berlin-Schöneberg           | 1992–1995       | Peter Böhm                                  | Pehnt: 1993–1995                                |
|      | Verwaltung Deutsche Bundesbahn                                     | Kassel                      | 1998            |                                             |                                                 |